# Cassa di Risparmio di Fossano
La Cassa di Risparmio di Fossano SpA è un istituto di credito piemontese che trae le sue origini dall'antico "Monte di Pietà di Fossano" risalente al 1591.
La cassa di risparmio è sorta ad inizio secolo scorso, con il decreto di Vittorio Emanuele III del 22 luglio 1905 per servire e favorire il credito all'imprenditoria artigianale e agricola del fossanese.
Nel 1991 ottemperando alla legge Amato la cassa di risparmio venne trasformata in Società per Azioni e ne venne scorporata la Fondazione Cassa di Risparmio di Fossano che ancora oggi con il 76,91% controlla la banca. L'altro azionista rilevante è la Banca Popolare dell'Emilia Romagna con il 23,09%.
La Cassa di Risparmio di Fossano oltre alla sede di Fossano può contare su altri 18 sportelli (di cui 9 nella sola provincia di Cuneo e 9 nella provincia di Torino) che impiegano un personale di 180 unità.